# Laimosemion paryagi
Laimosemion paryagi är en sötvattenlevande växtlekande fiskart bland de så kallade äggläggande tandkarparna som beskrevs 2012 av Vermeulen, Suijker och Collier.